# Allée couverte de Loch-ar-Ronfl
L' allée couverte de Loch-ar-Ronfl, appelée aussi allée couverte de Gwele-ar-Ronfl ou allée couverte de Kerriou, est une allée couverte située sur la commune de Gouézec, dans le département français du Finistère.

## Historique
L'édifice est fouillé vers 1868-1869 par MM. de Limur et de Legge qui y découvrirent deux haches en pierre polie. Il a été restauré au début du XXe siècle. Il est classé au titre des monuments historiques par arrêté du 27 février 1975.

## Description
L'allée mesure 16 m de longueur. Elle est recouverte de six tables de couverture. Les dalles sont en schiste d'origine locale. 

## Folklore
L'édifice était connu comme étant la « maison du géant » (en breton Loch-ar-Ronfl) ou le « lit de l'ogre » (en breton Gwele-ar-Ronfl).